# The 61 F.C. (Luton)
The 61 F.C. (Luton) là một câu lạc bộ bóng đá Anh tọa lạc ở Luton, Bedfordshire. CLB là hội viên của Bedfordshire County Football Association. Trong lịch sử họ có 2 lần vào đến vòng 2 của FA Vase. Hiện tại CLB thành viên của Spartan South Midlands League Division Two. Họ cũng có một đội dự bị đang thi đấu ở Spartan South Midlands League Reserve Group Two, và đội thứ ba đang chơi ở Luton District and South Beds League Division One.

## Lịch sử
CLB được thành lập năm 1961 và được đặt tên theo năm mà nó được thành lập. CLB gia nhập Hellenic League Division Two năm 1972 và sau một năm họ chuyển sang South Midlands League Division One. Đội bóng giành chức vô địch mùa giải 1980–81 và được thăng hạng Premier Division, ở đây trong mùa giải 1982-83 họ kết thúc ở vị trí thứ 2. CLB bị xuống hạng Division One năm 1998 và tiếp đó là Division Two năm 2004 do vấn đề về sân bãi. Họ giành chức vô địch ở mùa giải 2008–09 nhưng không được phép lên hạng, vẫn là vì lý do chất lượng của sân.

## Sân vận động
Kingsway Rec là sân vận động rất cơ bản nằm ở A505 giữa Luton và Dunstable, bao quanh bởi nhà ở. Nó có một trụ sở nhỏ nhưng có rất nhiều chức năng. Và sân vận động không được trang bị dàn đèn.

## Các danh hiệu
- South Midlands League Premier Division[2]
  - Á quân 1982–83
- South Midlands League Division One
  - Vô địch 1980–81
- Spartan South Midlands League Division Two
  - Vô địch 2008–09

## Các kỉ lục
- Vị trí cao nhất cấp độ giải đấu: thứ 2 ở South Midlands League Premier Division, 1982–83[2]
- Thành tích tốt nhất ở FA Cup: chưa bao giờ tham gia
- Thành tích tốt nhất ở FA Vase: vòng 2, 1983–84 and 1988–89